# Arturo Schwarz
Pour les articles homonymes, voir Schwarz.
Arturo Umberto Samuele Schwarz, né le 3 février 1924 à Alexandrie en Égypte et mort le 23 juin 2021 à Milan,, est un historien de l'art, essayiste, commissaire d'exposition, écrivain et poète italien. Il est considéré comme l'un des plus grands spécialistes de l’œuvre de Marcel Duchamp, dont il a dirigé le catalogue raisonné.

## Biographie
Arturo Schwarz est issu d'une famille juive, d'un père allemand et d'une mère italienne. Jeune, il est fortement influencé par les écrits de Spinoza, Freud, Marx, and Breton. Il démarre ses études à la faculté de médecine de l'université de Farouk en 1943. Il en est expulsé après son adhésion au premier syndicat des travailleurs et étudiants du pays. Il est aussi secrétaire du Fonds national juif d'Alexandrie. Il se rapproche d'un groupe de poètes et artistes trotskyistes (Art et Liberté), et se décide par la suite à entrer en communication avec André Breton. Entre 1945 et 1948, il établit la maison d'édition Culture et Progrès, et la librairie Culture. Il établit clandestinement la IVe Internationale trotskiste égyptienne, ce qui lui vaut une arrestation et un an et demi de prison. En avril 1949, il est finalement expulsé d'Égypte et envoyé en Italie. Il perd alors toutes les œuvres d'art qu'il a collectionnées.
En Italie, il achète son premier Duchamp en 1950 alors qu'il a très peu de moyens. En avril 1954, à Milan, il ouvre une maison d'édition de poésie qui se fait rapidement une place pour diffuser des genres et auteurs encore peu représentés en Italie. La librairie devient une galerie d'art, la Galleria Schwarz, en 1959. Il organise des expositions sur Marcel Duchamp, André Breton, Man Ray, Jean Arp, essentiellement autour du dadaïsme et du surréalisme. 
Dès 1972, il lègue un ensemble complet de réplicas réalisés avec Duchamp au Musée d'Israël. La Galleria Schwarz ferme en juin 1975. En 1991, il effectue une nouvelle donation de nombreux documents et ouvrages dadaïstes et surréalistes. Ces dons le rapprochent du musée et d'Israël où il contribue à l'acquisition de plus de deux cent ouvrages d'artistes israéliens. En 1998, il lègue une partie de ses plus belles pièces au Musée d'Israël à travers la Vera & Arturo Schwarz Collection, soit près de 700 sculptures et tableaux,. Il a aussi légué plus de 450 œuvres à la Galleria d'Arte Moderna di Roma.
Il a aussi produit une grande quantité d'écrits sur la kabbale, l'alchimie, la préhistoire, les philosophies orientales, dont le tantrisme,. L'historienne d'art Christina Heflin lui attribue un rôle central dans la diffusion du Neo-Dada en France et aux États-Unis entre les années 1950 et 1970. Avec ses collections d'œuvres surréalistes, d’art primitif et de livres ésotériques, son appartement avait une « ambiance étrange et envoûtante, à la Umberto Eco », selon Georges-Philippe Vallois. Schwarz a parfois été critiqué pour sa « perspective alchimique excessive ».

## Expositions sélectives
- 1960 : Konrad Klapheck, Galerie Schwarz, Milan
- 1961 : en mai, Mostra Internazionale del Surrealismo, Galerie Schwarz, Milan[5]
- 1961 : Daniel Spoerri, Galerie Schwarz, Mailand
- 1964 : Myriam Bat-Yosef, Galerie Schwarz, Milan
- 1968 : Habbah, Galerie Schwarz, Milan
- 1969 : Wolf Vostell, Galerie Schwarz, Milan
- 2009 : Dada e surrealismo riscoperti (Le dadaïsme et le surréalisme redécouverts), Vittoriano, Rome

## Publications
- [Sous/dir.] (en) H. N. Abrams, The Complete Works of Marcel Duchamp, New York (État de New York, 1969 : catalogue raisonné.
- (en) Marcel Duchamp, Sixty-six Creative Years; From the First Painting to the Last Drawing, Milan, Gallery Schwarz & Éric Losfeld, 1972
- (de) New York Dada: Duchamp, Man Ray, Picabia, Munich, Prestel Verlag, 1973
- (it) Almanacco dada: Antologia letteraria-artistica, cronologia e repertorio delle riviste, Milan, Feltrinelli, 1976
- (en-US) Man Ray: The Rigour of Imagination, New York, Rizzoli International, 1977.
- André Breton, Trotsky, et l'anarchie, Paris, 10/18, 1977
- (it) L'arte dell'amore in India e Nepal, Laterza, 1980
- (it) I Surrealisti, Mazzotta, 1989
- (it) Maurice Henry, Mazzotta, 1991
- (it) Man Ray, Giunti, 1998
- Konrad Klapheck, Gabrius, 2002
- Kabbale et Alchimie. Essai sur les archétypes communs, Oxus, 2005
- Être Juif, aussi. Réflexions d'un athée anarchiste, Oxus, 2007
- (it) Tutte le poesie, quasi (1941-2007), Moretti & Vitali, 2007
- (it) Arturo Schwarz, L'amore a novant'ann (Recueil de poèmes), 2014